# Penny Arcade (Comic)

Logo

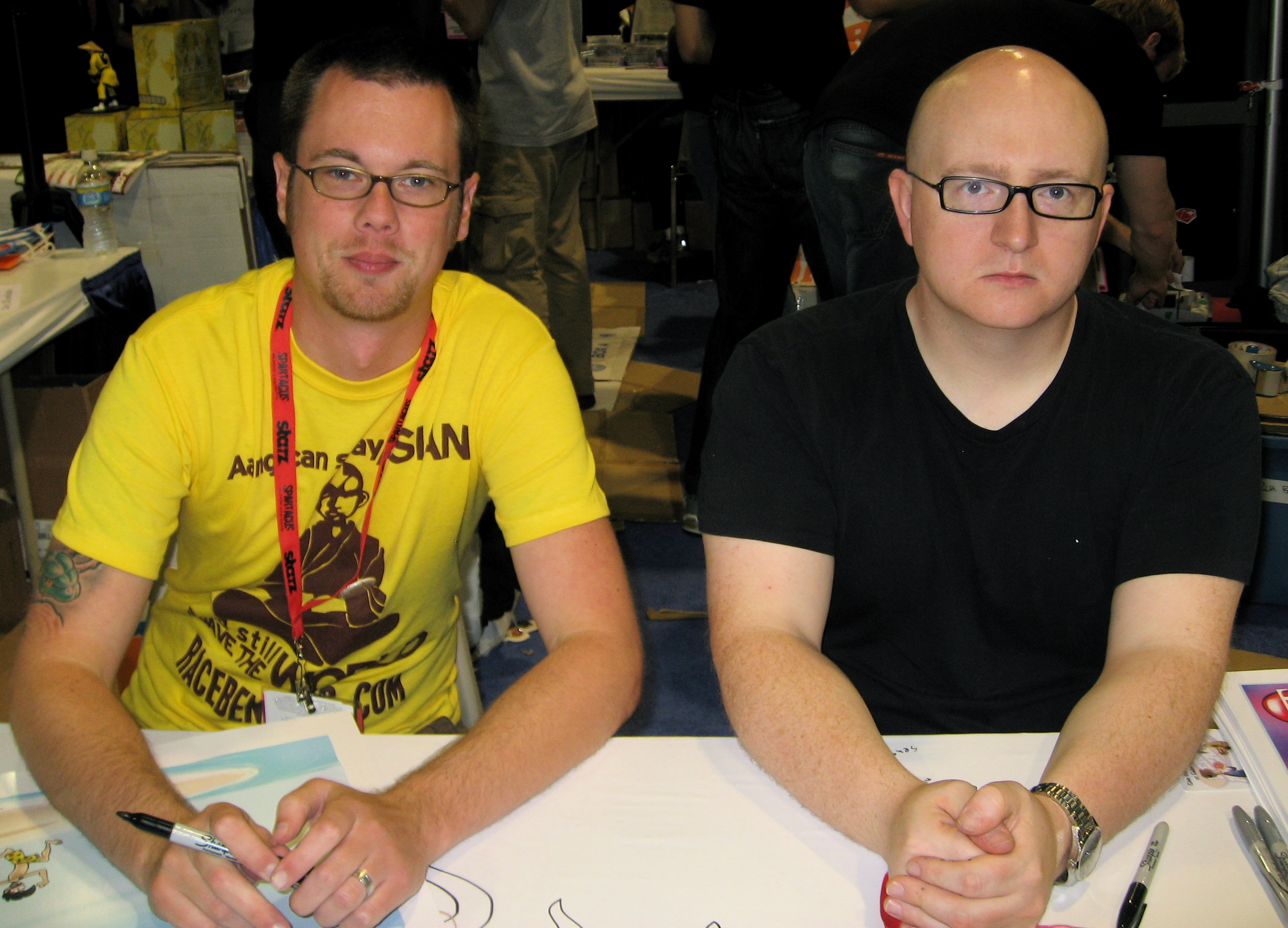
Mike Krahulik und Jerry Holkins (2009)

Penny Arcade ist ein englischsprachiger Webcomic und Blog, der sich vorrangig dem Themenbereich Computer- und Videospiele widmet und von Jerry Holkins geschrieben und von Mike Krahulik illustriert wird.
Penny Arcade zählt zu den beliebtesten Webcomics im Netz. Der erste Comic wurde am 18. November 1998 veröffentlicht, was Penny Arcade zu einem der ältesten immer noch regelmäßig aktualisierten Webcomics macht. Neue Comicstrips erscheinen im Moment jeden Montag, Mittwoch und Freitag.
Im Comic geht es um die zwei Alter Egos der Autoren, Tycho Brahe und Jonathan Gabriel („Gabe“). Die zwei Charaktere verbringen viel Zeit damit, Computer- und Videospiele zu konsumieren und zu kommentieren, ein anderes Hauptthema in den Strips sind ihre Streitigkeiten.
Häufig beziehen sich die Strips aber auch auf alltägliche Dinge, wie andere Internetseiten, Familientreffen und dergleichen.
Krahulik und Holkins leben beide von Penny Arcade, was bedeutet, dass sie ihre ganze Zeit in diese Seite investieren. Spenden wurden früher akzeptiert, inzwischen trägt sich die Seite alleine mit Werbung und Verkaufsförderung. Die Website wird täglich von mehreren tausend Leuten besucht, was sie zu einer erfolgreichen Internetpräsenz macht.
Eng verbunden mit dem Blog und Comic Penny Arcade ist die ebenfalls von Krahulik und Holkins begründete Penny Arcade Expo, die heute, nach der E3, die zweitgrößte Spielemesse der USA ist.
Eine Serie von Computer-Rollenspielen zu Penny Arcade Adventures namens On the Rain-Slick Precipice of Darkness ist für Linux, Mac OS X, Windows, sowie Xbox Live Arcade und PlayStation Network erschienen. Die Serie wurde zunächst nach zwei Episoden eingestellt, aber 2012 mit einer dritten Episode, die das frühere Design aufgab und stattdessen den Stil klassischer SNES-Rollenspiele übernahm, wiederbelebt.

## Sammelbände
Seit 2006 werden die Penny-Arcade-Comicstrips auch in Buchform herausgegeben. Jeder Sammelband umfasst dabei die Strips eines kompletten Jahres, jeweils ergänzt um Kommentare der Macher.
- Penny Arcade Volume 1: Attack Of The Bacon Robots. Dark Horse, 2006, ISBN 1-59307-444-1.
- Penny Arcade Volume 2: Epic Legends Of The Magic Sword Kings. Dark Horse, 2006, ISBN 1-59307-541-3.
- Penny Arcade Volume 3: The Warsun Prophecies. Dark Horse, 2007, ISBN 978-1-59307-635-1.
- Penny Arcade Volume 4: Birds Are Weird. Dark Horse, 2007, ISBN 978-1-59307-773-0.
- Penny Arcade Volume 5: The Case Of The Mummy's Gold. Dark Horse, 2008, ISBN 978-1-59307-814-0.
- Penny Arcade Volume 6: The Halls Below. Del Rey, 2010, ISBN 978-0-345-51227-7.
- Penny Arcade Volume 7: Be Good, Little Puppy. Del Rey, 2011, ISBN 978-0-345-51228-4.
- Penny Arcade Volume 8: Magical Kids in Danger. Oni Press, 2012, ISBN 978-1-62010-006-6.
- Penny Arcade Volume 9: Passion's Howl. Oni Press, 2013, ISBN 978-1-62010-007-3.

Weitere Veröffentlichungen:
- Year One: A Penny Arcade Retrospective. KiwE Publishing, 2001, ISBN 1-931195-12-9.
- The Splendid Magic of Penny Arcade: The 11 1/2 Anniversary Edition. Del Rey, 2010, ISBN 978-0-345-51226-0.